# Eriopyga torrida
Eriopyga torrida är en fjärilsart som beskrevs av Paul Dognin 1907. Eriopyga torrida ingår i släktet Eriopyga och familjen nattflyn. Inga underarter finns listade i Catalogue of Life.